# Mitreo delle Pareti Dipinte

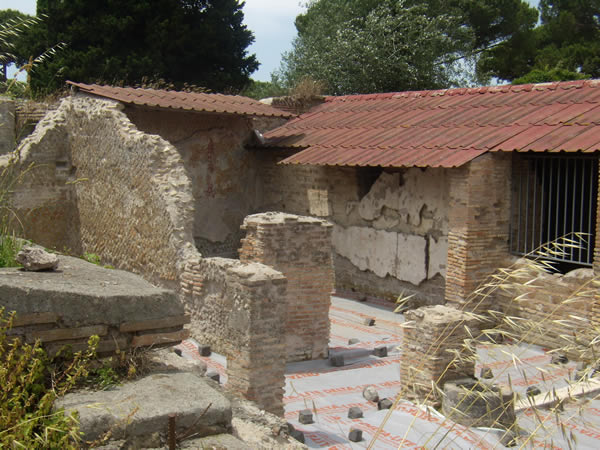
Das Mitreo delle Pareti Dipinte

Das Mitreo delle Pareti Dipinte (Mithräum der bemalten Wände) befindet sich in Ostia und erhielt seinen modernen Namen von den relativ gut erhaltenen Wandmalereien.
Das Mithräum wurde in der zweiten Hälfte des zweiten Jahrhunderts in den Hof eines bestehenden Hauses hineingebaut. Es besteht aus einem kleinen Vorraum und zwei weiteren Räumen, die zusammen 17 m lang sind, wobei der hintere der eigentliche Kultraum ist. Der Boden hat ein einfaches weißes Mosaik. Der Kultraum besitzt einen Mittelgang und rechts und links erhöhte Bänke. Am Kopfende des Raumes stand ein Altar. Die rechte Wand des Raumes zeigt noch gut erhaltene, figürliche Wandmalereien. Es fanden sich verschiedene Weihinschriften im Tempel. Eine von ihnen nennt Caius Caelius Ermeros, der auch von einer Inschrift in einem anderen Mithräum bekannt ist und ins Jahr 162 n. Chr. datiert.
Die originalen Wände, bevor das Mithräum eingerichtet wurde, waren mit Felderdekorationen, Landschaften und Architekturen bemalt. Als das Mithräum eingerichtet wurde, sind diese übermalt worden. An der Rückwand befand sich einst wahrscheinlich die Darstellung des Mithras in der Tauroktoniedarstellung. Auf der rechten Seitenwand sieht man vier Figuren: Nymphus (ein Mann in Frauengewändern), Miles (Mann mit Speer), Heliodromos (Mann mit Speer und Fackel) und Cautopates. Die Figuren repräsentieren verschiedene Initiationsstadien im Mithraskult. Zwischen den Figuren sind Pflanzen und Bäume gemalt.
Weitere Malereien sind im Vorraum erhalten und zeigen vier Männer, bei denen es sich wahrscheinlich um Mitglieder der Kultgemeinde handelt.